# Acadèmia Polonesa del Coneixement
L'Acadèmia Polonesa del Coneixement (en polonès: Polska Akademia Umiejętności) és una organització polonesa fundada el 1872 a Cracòvia, aleshores pertanyent a l'Imperi Austrohogarès, amb l'objectiu de fomentar diferents branques del coneixement.
Fou fundada per la societat científica de Cracòvia (Towarzystwo Naukowe Krakowskie), que havia sigut creada el 1815, sota el nom d'Acadèmia del Coneixement (en polonès: Akademia Umiejętności). La cerimònia d'obertura tingué lloc el 1873 en presència de l'emperador Francesc Josep I. La primera reunió tingué lloc el 18 de febrer de 1873 i estava constituïda per tres seccions: filologia, història-filosofia i matemàtiques-ciències. A partir del 1915 lliurà el premi Jerzmanowski. El 1919, després de la finalització de la Primera Guerra Mundial, l'Acadèmia del Coneixement passà a anomenar-se Acadèmia Polonesa del Coneixement (Polska Akademia Umiejętności) quan Polònia recobrà la seva independència.